# Boardwalk Bowl
Le Boardwalk Bowl était un match annuel de football américain de niveau universitaire se jouant après la saison régulière et ne mettant en présence que des équipes de moindre niveau. 
Il se déroulait à l'ancien Atlantic City Convention Center (actuellement dénommé Boardwalk Hall) à Atlantic City (New Jersey).  
La première édition a lieu en 1961 et la dernière en 1973. 

## Histoire
Le match mettait initialement en présence l'équipe du Pennsylvania Military College (actuellement dénommée Widener University) et celle de la ''United States Merchant Marine Academy. L'évènement sera surnommé le Little Army-Navy et aura lieu jusqu'en 1967.  
De 1968 à 1972, cette rivalité sera remplacée par un match qui constituera la finale du championnat de NCAA College Division East. 
En 1973, à la suite de l'instauration d'un nouveau système avec playoff, le match devient la demi-finale de la Division II nationale. 
Le bowl n'est plus organisé par la suite.

## Le stade
L’Atlantic City Convention Center était un stade fermé et les matchs se déroulaient donc en ''indoor. Lors des premières années, la surface de jeu était composée de gazon naturel cultivé en extérieur et ensuite replacé sur l'aire de jeu. 
Le Boardwalk Bowl, ainsi que le Liberty Bowl (aussi joué dans le Convention Center en 1964), a démontré qu'il était possible de jouer au football américain dans un stade fermé. Cela incite plusieurs promoteurs à développer ce concept. Bientôt de nouvelles enceintes fermées sont érigées, certaines devenant célèbres tels le Superdome, l'AT&T Stadium, etc.

## Les résultats
| Dates             | Vainqueurs                    | Scores | Perdants                      | Assistances |
| ----------------- | ----------------------------- | ------ | ----------------------------- | ----------- |
| 2 décembre 1961   | Pennsylvania Military College | 35-14  | Merchant Marine Academy       | 9 300       |
| 1er décembre 1962 | Merchant Marine Academy       | 09-00  | Pennsylvania Military College | 7 000       |
| 30 novembre 1963  | Merchant Marine Academy       | 27-13  | Pennsylvania Military College | ?           |
| 28 novembre 1964  | Merchant Marine Academy       | 20-16  | Pennsylvania Military College | 5 600       |
| 27 novembre 1965  | Merchant Marine Academy       | 22-12  | Pennsylvania Military College | 8 000       |
| 26 novembre 1966  | Merchant Marine Academy       | 46-07  | Pennsylvania Military College | 9 200       |
| 25 novembre 1967  | Merchant Marine Academy       | 39-06  | Pennsylvania Military College | 10 000      |
| 14 décembre 1968  | Delaware                      | 31-24  | Indiana (Pa.)                 | 9 849       |
| 13 décembre 1969  | Delaware                      | 31-13  | North Carolina Central        | 10 585      |
| 12 décembre 1970  | Delaware                      | 38-23  | Morgan State                  | 10 078      |
| 11 décembre 1971  | Delaware                      | 72-22  | C.W. Post                     | 10 614      |
| 9 décembre 1972   | Massachusetts                 | 35-14  | California-Davis              | 2 857       |
| 1er décembre 1973 | Grambling State               | 17-08  | Delaware                      | 12 043      |